# Hato Mayor
Hato Mayor är en provins i östra Dominikanska republiken, med kust mot Atlanten. Provinsen har cirka 100 000. Den administrativa huvudorten är Hato Mayor del Rey. Provinsen bildades den 3 december 1984, och var tidigare en del av provinsen El Seibo.

## Administrativ indelning
Provinsen är indelad i tre kommuner:
- El Valle, Hato Mayor, Sabana de la Mar